# Карлос Арано
Карлос Андрес Арано (на испански: Carlos Andrés Arano) е аржентински футболист, роден на 6 май 1980 г. в Авелянеда.

## Клубна кариера
Арано започва да играе на професионално ниво в Расинг Клуб от родния си град. След кратък престой с малко изиграни мачове в Италия, той се завръща в Аржентина, където играе за Килмес, Естудиантес и отново Расинг Клуб. През 2006 г. отива за един сезон във втородивизионния тогава испански Политехника Ехидо, преди отново да заиграе в родината си. По-късно прекарва една година в гръцкия Арис, а през 2010 г. преминава в аржентинския гранд Ривър Плейт.